# Fliegerhorst Stubendorf
Fliegerhorst Stubendorf I (w Otmicach-Izbicku) – obecnie nieistniejące lotnisko Luftwaffe zlokalizowane na południe od wsi Stubendorf (dziś Izbicko) oraz Nakel (Nakło) we wsi w Ottmütz (Otmice) w województwie opolskim. Bliskość wsi Otmice powoduje, że często jest ono nazywane niezgodnie ze staniem faktycznym (pojawiają się nazwy np.: Ottmütz-Altsiedel lub Altsiedel) jako, że teren lotniska administracyjnie należał do Izbicka. Współrzędne geograficzne: 50°34′00″N 18°08′40″E. Po zakończeniu wojny lotnisko wykorzystywane przez Rosjan i Polaków.

## Budowa
Decyzja o budowie lotniska zapadła w 1937 r. i miała związek z planowaną agresją hitlerowców na Polskę. Pod budowę wykorzystano część ziem należących do hrabiego Hansa Graf Strachwitz, oraz Erny Gräfin Strachwitz z Izbicka. Budową zajęli się żołnierze z Luftwaffe z Brandenburgii. Pierwsze samoloty pojawiły się tu w 1938 roku były trzy transportowe Ju 52). Początkowo teren był prymitywnym lądowiskiem, bazę jednak rozbudowywano przez wojnę aż do jej zakończenia. Do budowy wykorzystano istniejącą linię kolejową i pobliską stację w Kamieniu Śląskim. Na lotnisku powstały trzy duże hangary oraz jeden mniejszy. Dwa przeznaczone dla samolotów oraz trzeci remontowy. Nieopodal postawiono pomieszczenia dla obsługi lotniska, komendantury, izbę chorych, magazyn żywności, strzelnicę dla samolotów, sale socjalne i wykładowe, transformator z linia elektryczną oraz prądnica awaryjna w razie braku zasilania. Przy głównym wejściu na teren lotniska ulokowano wartownia i areszt. Zaplecze techniczne stanowiły warsztaty, garaże, stolarnia, kotłowania, trzy duże podziemne zbiorniki wodne, remiza straży pożarnej i wieża obserwacyjna. Przed Izbickiem postawiono baraki mieszkalne, kuchnię i kasyno oficerskie. Zaplecze techniczne lotniska stanowiły warsztaty, garaże, stolarnia, kotłowania, trzy duże podziemne zbiorniki wodne i cztery hangary lotnicze, remiza straży pożarnej i wieża obserwacyjna. Przygotowano również baraki dla jeńców wojennych, gdzie po wybuchu wojny później przetrzymywani byli Anglicy i Rosjanie (od 1941 r.). Brali oni udział w rozbudowie lotniska prowadzonym do końca 1944 roku. Całość obiektu była skanalizowana.

### Znaczenie
Dla armii Adolfa Hitlera lokalizacja lotniska była cenna strategicznie przede wszystkim ze względu na bliskość ówczesnej granicy III Rzeszy. Obiekt zbudowano z myślą o agresji na z Polską. Było wykorzystywane m.in. przez jednostki 4 Floty Powietrznej (Luftflotte 4 Südost) pod dowództwem generała Wolframa von Richthofena. Wraz z pobliskimi lotniskami: w Polskiej Nowej Wsi (Fliegerhorst Neudorf) Kamieniu Śląskim (Fliegehorst Groß Stein), Ligocie Dolnej koło Góry św. Anny (Fliegehorst Nieder-Ellguth), Lasowicach Wielkich (Schlosswalden), Kamieniu Śląskim (Gross-Stein), Stary Grodków (Fliegerhrst Alt Grottkau) oraz lotniska polowego Ottmuth (Krapkowice-Otmęt) funkcjonowało początkowo jako lotnisko szkoleniowe, a następnie baza operacyjna do ataku. Po wybuchu wojny znaczna część samolotów została przebazowana w głąb okupowanej Polski, lotnisko przejęło rolę węzeł lotniczego, bazy wojskowych szkół lotniczych i lotniska zapasowego dla lotnisk pobliskich.

## II wojna światowa
1 września 1939 roku m.in. z lotniska Stubendorf przeprowadzono atak na Polskę (m.in. bombardowanie Wielunia). Według oświadczenia świadka 1 września 1939 r. z lotniska startowały samoloty Ju 87. Źródła historyczne podają, że w tym czasie z lotniska operowały samoloty myśliwskie (Bf 109E) z 3. eskadry I dywizjonu 76. pułku myśliwców (I/JG 76) dające eskortę wraz z myśliwcami startującymi z lotniska Kamieniu Śląskim (Gross-Stein) dla bombardujących Wieluń Ju 87 operujących z lotnisk w Polskiej Nowej Wsi (Fliegerhorst Neudorf) oraz Ligota Dolna (Fliegehorst Nieder-Ellguth).
Wybrane jednostki lotnicze stacjonujące na lotnisku Fliegerhorst Stubendorf – lista niepełna
| od               | do               | oznaczenie jednostki            | samoloty                                    |
| ---------------- | ---------------- | ------------------------------- | ------------------------------------------- |
| sierpień 1939    | wrzesień 1939    | 3.(F)/Aufkl.Gr. 31              | Do 17P                                      |
| sierpień 1939    | wrzesień 1939    | 1.(H)/Aufkl.Gr. 41              | Hs-126                                      |
| sierpień 1939    | wrzesień 1939    | 3.(H)/Aufkl.Gr. 41              | He 46                                       |
| sierpień 1939    | b.d.             | I./JG 76                        | Bf 109E                                     |
| grudzień 1939    | czerwiec 1943    | Flugzeugführerschule A/B 110    | Ar 66, Bü 131, Ca.314,                      |
| 1 czerwca 1941   | 17 czerwca 1941  | Stab, I., II./KG 54 „Totenkopf” | Ju 88A                                      |
| listopad 1941    | grudzień 1941    | Verbindungsstaffel 63           | Ar 66, Ar 96                                |
| czerwiec 1943    | październik 1943 | BFS 11                          | b.d.                                        |
| październik 1943 | 15 stycznia 1945 | SG 111                          | Fw 190, Ar 66, Ar 96, Ju 87                 |
| 1944             | styczeń 1945     | Werft-Abt. 11/VIII              | b.d.                                        |
| styczeń 1944     | luty 1944        | 4./NSGr. 2                      | Ar 66, Go 145, Fw 58, Fi 156, Hs 126, Ju 87 |
| maj 1944         | czerwiec 1944    | 1./NSGr. 1                      | Ca 314                                      |
| maj 1944         | czerwiec 1944    | III./NJG 102                    | Bf 110                                      |
| czerwiec 1944    | sierpień 1944    | 2.(F)/Aufkl.Gr. 11              | b.d.                                        |
| czerwiec 1944    | grudzień 1944    | 2.(F)/Aufkl.Gr. 100             | b.d.                                        |
| sierpień 1944    | styczeń 1945     | Stab/FAGr. 3                    | Ju 88T-1, Me 410A-3                         |
| wrzesień 1944    | styczeń 1945     | 4.(F)/Aufkl.Gr. 121             | Ju 188D-2                                   |
| 27 września 1944 | grudzień 1944    | III./NJG 102                    | Bf 110                                      |
| 30 lipca 1944    | 22 września 1944 | 14.(Eis.)/KG 27                 | He 111H                                     |
| październik 1944 | listopad 1944    | 1./NSGr. 5                      | b.d.                                        |
| październik 1944 | styczeń 1945     | II./NJG 5                       | Ju 88G                                      |
| listopad 1944    | grudzień 1944    | I./SG 4                         | b.d.                                        |
| listopad 1944    | grudzień 1944    | 2./NSGr. 10                     | b.d.                                        |
| grudzień 1944    | b.d.             | I./SG 5                         | b.d.                                        |
| b.d              | b.d.             | Werft-Kp.10                     | b.d.                                        |

Do 1944 r. funkcjonowała na lotnisku doskonale wyposażona baza lotnicza, z ośrodkiem szkoleniowym pilotów bombowców nurkujących. Lotnisko posiadało betonową stojankę (częściowo rozebraną po wojnie przez mieszkańców wsi pod budowę domów) oraz dwie trawiaste drogi startowe o długościach 1145 × 1050 metrów.
Dzięki niemieckiej księdze parafialnej znane są prawdopodobne nazwiska radzieckich jeńców wojennych zatrudnionych przy rozbudowie lotniska:
- Nikolai Logoninow ur. 25. 01. 1921 r., nr 71/318 VIIIF Lamsdorf (Łambinowice). Został zapisany pod datą 12.06.1943 r. (prawdopodobna data śmierci)
- Serge Schawarkow (Sergiej Szawarkow) ur. 18.11.1915 r., nr 2660/323 VIIIF Lamsdorf (Łambinowice). Zapisany pod datą 12.06.1943 r.
- Fjoder Ukrainskiy (Fioder Ukrainski) ur. 20.02.1921 r. w Stalingradzie. Zastrzelony 7 maja 1944 r.

Od połowu stycznia 1945 r. rozpoczęła się pospieszna ewakuacja lotniska. Ostatni żołnierze niemieccy opuścili lotnisko przed południem, w niedzielę 21 stycznia 1945 r. Około godziny 13. podpalono drewniane baraki i wysadzono hangary. Większość baraków jednak ocalała, podobnie jak dwa główne budynki.
Po opuszczeniu lotniska przez niemieckich żołnierzy bazę plądrowali okoliczni mieszkańcy m.in. w poszukiwaniu koców i żywności. 23 stycznia 1945 r. w godzinach rannych lotnisko zostało przejęte przez Armię Czerwoną. Do porządkowania lotniska zapędzono mieszkańców okolicznych wsi.
Na lotnisku stacjonowały samoloty radzieckiego 3. Korpusu Lotnictwa Szturmowego (do 1946 r.). W marcu 1945 r. przybyła tu polska administracja.

## Po 1945 r.
Sowieci opuścili lotnisko przed Wielkanocą 1946 r. po czym obiekt przekazano Urzędowi Gminy w Izbicku i Starostwa w Strzelcach Opolskich. 1950 r. rozebrano resztę baraków, budynków i ocalałych hangarów. Materiały budowlane (cegły i drewno) zostały sprzedane, a ocalałe dwa stalowe hangary wywiezione do Mielca.
Na lotnisko w Izbicku przeniesiono w kwietniu 1952 r. 3. Eskadrę Pilotażu Bojowego Oficerskiej Szkoły Lotniczej im. F. Żwirki i S. Wigury z Radomia, w związku z rozbudową macierzystego lotniska Sadków. Eskadra wykorzystywała maszyny Jak-9, UT-2 i Po-2. Jesienią 1952 r. eskadra powróciła na macierzyste lotnisko. W 1956 roku lotnisko zostało przekazane Aeroklubowi Opolskiemu. Nadal było jednak pilnowane. Zatrudniono trzech stróżów, którzy mieli do dyspozycji jeden karabin i 10 nabojów. W 1961 roku teren przejęła gmina.
W latach 90. teren ten przejęła gmina. Dawne lotnisko przekształcono w działki budowlane. Dziś znajduje się tu zabudowa jednorodzinna, kościół filialny i pola uprawne. Obecnie istnieją pozostałości po kompleksie bunkrów, resztki fundamentów studzienki, strzelnica, gruzowiska. Z inicjatywy Mniejszości Niemieckiej 2.10.2014 r. została w Otmicach odsłonięta tablica „Historia lotniska wojskowego-Fliegerhorst Stubendorf”.

### Ucieczki lotnicze
Późnym latem 1945 r. do Austrii z lotniska w Izbicku-Otmicach uciekł polski lotnik. Doleciał do celu, lecz austriackie władze wydały go Polsce. Jego dalsze losy nie są znane.
W 1945 roku Włodzimierz Arłamowski, ps. Ryś (25.05.1923 – 30.10. 1945), ułan AK, słuchacz Politechniki we Lwowie zginął w czasie próby ucieczki samolotem radzieckim Jak-9 do Austrii. Zginął od strzału w głowę oddanym przez rosyjskiego wartownika siedząc w kabinie samolotu z uruchomionym silnikiem. Po ponad tygodniu został pochowany na cmentarzu w Izbicku.
W 1952 r. ppor. Edward Pytko samowolnie zmienił wyznaczoną trasę lotu w kierunku Czechosłowacji i skierował się w stronę Berlina. Ucieczka została zauważona i zaraz po przekroczeniu południowej granicy udał się za nim lotniczy pościg. Pytko ukrywał się w chmurach, zmuszony z powodu braku paliwa do lądowania na lotnisku Wiener Neustadt w radzieckiej strefie okupacyjnej został aresztowany i odesłany do Polski. 18 sierpnia 1952 r. sąd wojskowy wojsk lotniczych skazał Edwarda Pytko na karę śmierci. W śledztwie, jakie potem nastąpiło, aresztowano piętnastu oficerów i podoficerów.

## Wypadki
W 1942 r. (lub 1943.) w czasie lotu nocnego 30 metrów od zabudowań wsi rozbił się samolot i dwoma pilotami na pokładzie. Obaj ponieśli śmierć na miejscu.
Około południa 21.01.1945 r. nieopodal lotniska w lesie, tuż po starcie rozbił się niemiecki samolot transportowy, w którym zginęło dwunastu pracowników obsługi lotniska. Zwęglone zwłoki zostały pochowane kilka tygodni później w pobliskim okopie wraz z innymi trupami znalezionymi w okolicy.